# Polychlorované bifenyly
Polychlorované bifenyly (PCB, PCBs) jsou skupinou perzistentních látek vznikajících chlorací bifenylů.

## Základní vlastnosti a použití

### Vlastnosti
PCB jsou chemicky stálé, tepelně odolné, přilnavé a nehořlavé. Zahrnují celkem 170 kongenerů (příbuzných látek) s alespoň 4 navázanými atomy chlóru. Obecný vzorec je tedy C12H10-xClx, kde x ≥ 4. Z toxikologického hlediska jsou relevantní kongenery se 4 až se 7 atomy chlóru a rovinným uspořádáním molekuly, kterých je celkem dvanáct.Komerční směsi obsahovaly kolem 130 kongenerů. PCB jsou za normálních podmínek bezbarvé krystalické látky bez zápachu. Hustota směsí závisí na zastoupení jednotlivých kongenerů, roste s rostoucím obsahem chlóru, ale všechny mají hustotu vyšší než voda. PCB jsou špatně rozpustné ve vodě, ale jsou rozpustné v organických rozpouštědlech, například v tucích.

### Přehled kongenerů
| PCB Homolog          | CAS        | Počet atomů chlóru | Počet kongenerů |
| -------------------- | ---------- | ------------------ | --------------- |
| Bifenyl              | 92-52-4    | 0                  | 1               |
| Monochlor(o)bifenyl  | 27323-18-8 | 1                  | 3               |
| Dichlor(o)bifenyl    | 55512-42-9 | 2                  | 12              |
| Trichlor(o)bifenyl   | 25323-68-6 | 3                  | 24              |
| Tetrachlor(o)bifenyl | 26914-33-0 | 4                  | 42              |
| Pentachlor(o)bifenyl | 25429-29-2 | 5                  | 46              |
| Hexachlor(o)bifenyl  | 26601-64-9 | 6                  | 42              |
| Heptachlor(o)bifenyl | 28655-71-2 | 7                  | 24              |
| Oktachlor(o)bifenyl  | 55722-26-4 | 8                  | 12              |
| Nonachlor(o)bifenyl  | 53742-07-7 | 9                  | 3               |
| Dekachlor(o)bifenyl  | 2051-24-3  | 10                 | 1               |

### Použití
PCB se začaly masově používat ve 30. letech 20. století v USA. Odtud se pomalu rozšířily do celého světa. Používaly se jako běžná aditiva v barvách, lacích, hydraulických zařízeních, či teplonosných médiích. Byly náplní transformátorů, kondenzátorů a dalších zařízení.

### Používané komerční názvy
- Brazílie – Ascarel
- Československo – Delor, Hydelor, Delotherm
- Francie – Phenoclor, Pyralène (oba firmou Prodolec)
- Německo – Clophen (Bayer)
- Itálie – Apirolio, Fenclor
- Japonsko – Kanechlor (Kanegafuchi), Santotherm (Mitsubishi)
- Velká Británie – Aroclor xxxx (Monsanto), Askarel, Pyroclor
- USA – Aroclor xxxx (Monsanto), Asbestol, Askarel, Bakola131, Chlorextol (Allis-Chalmers), Hydol, Inerteen (Westinghouse), Noflamol, Pyranol/Pyrenol (General Electric), Saf-T-Kuhl, Therminol
- Sovětský svaz – Sovol, Sovtol

## První varování
V 60. letech se začaly objevovat první náznaky, že PCB látky nejsou tak neškodné, jak se myslelo. Ačkoliv se původně vůbec nepředpokládalo, že by někdy mohly proniknout do potravního řetězce, byly stále častěji diagnostikovány v tkáních organismů, zejména pak u predátorů na vrcholu řetězce, ale také v mléce a mase krav, koz a dalších podobných živočichů. Ukázalo se také, že u 12 kongenerů PCB existují významné negativní účinky.

## Zdravotní rizika
Podrobný toxikologický výzkum postupně odhalil, že zatímco akutní toxicita PCB je nízká, výrazně nebezpečnější je chronické vystavení nízkým dávkám, vzhledem k jejich schopnosti perzistence a bioakumulace. Za nejvážnější jsou považována karcinogenní rizika, zejména pokud jde o rakovinu slinivky břišní a rakovinu jater. Dále bylo prokázáno, že mají nepříznivý účinek na výkon imunitního systému, poškozují játra a snižují plodnost. Velmi nepříjemným se ukázala jejich značná odolnost vůči rozkladu a velmi špatná vyloučitelnost z organismu. U savců se jako nejúčinnější jeví jejich vylučování mlékem, což představuje riziko pro další generace.
Lidé jsou vystaveni PCB zejména v důsledku konzumace tučných živočišných potravin (mléko, máslo, maso, ryby, vejce atd.). V minulosti se PCB běžně používaly jako součást nátěrových hmot, a to v silech nebo v kravínech, odkud se dostávaly do siláže a jiných krmiv a hromadily se v tělech dobytka, který byl zpracováván pro výrobu potravin.
Podle prof. Ivana Holoubka mají české ženy stále nejvíce polychlorovaných bifenylů v mateřském mléku z celé Evropy.
U ptáků bylo zjištěno, že PCB polutanty způsobují nekonzistence ve zpěvu.

## Zamoření životního prostředí a potravin polychlorovanými bifenyly

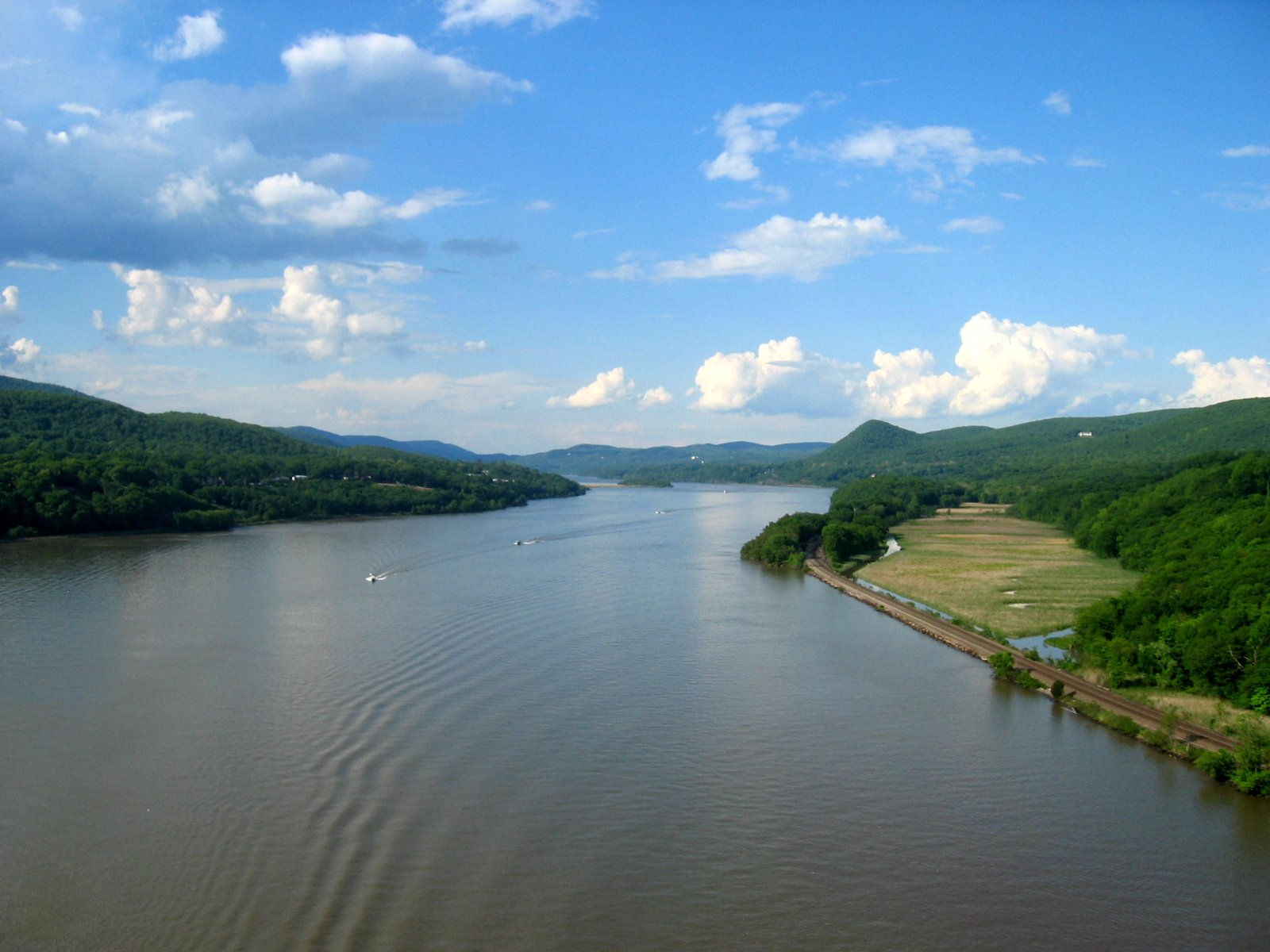
Pohled na řeku Hudson z mostu Bear Mountain Bridge

### Belgie
V roce 1999 vypukl skandál v Belgii, když byly vysoké koncentrace PCB a dioxinu prokázány v potravinách – v kuřatech a vejcích.

### Česká republika

#### Lhenice
Firma Enviro Technology Today navozila do zemědělského družstva ve Lhenicích několik tisíc tun hlíny kontaminované PCB a další jedy, zanikla a nebezpečný odpad odmítá kdokoliv převzít. Firma za své chování dostala několik pokut od České inspekce životního prostředí, ale nikdy je neplatila. Areál dnes vlastní společnost Panství Bechyně, jehož předsedou představenstva je Josef Šťáva, která odmítá problém komentovat. Likvidace nebezpečných látek bude podle odhadů krajského úřadu stát 50 až 70 milionů korun.

#### Milovice
V květnu 1998 upozornila organizace Greenpeace na to, že přes 2000 tun toxického odpadu se nacházelo na ilegální skládce ve středočeských Milovicích. Mezi toxickými odpady převažovaly polychlorované bifenyly (PCB), kyanidy a DDT v prorezavělých sudech a vystaveny větru i dešti. Dále se jednalo o zeminu kontaminovanou PCB. V květnu 2000 byly sudy s PCB a dalšími nebezpečnými odpady za podivných okolností převezeny na utajené místo.

#### Rožmitál pod Třemšínem
V roce 1986 došlo v Rožmitále pod Třemšínem k úniku topného oleje (Delotherm) z obalovny živičné drti, čímž došlo ke kontaminaci okolních vod. V důsledku byl roku 1988 vydán zákaz konzumace ryb chycených ve Vlčavě/Skalici. Sanace lokality začala v roce 1989. Analýza z roku 2019 zjistila nadlimitní hodnoty PCB pouze ve dvou z devatenácti sledovaných objektů. Riziko ohrožení kvality vody v řece Vlčavě bylo označeno jako minimální.

#### Spolana Neratovice
V listopadu 2002 zveřejnila organizace Greenpeace výsledky laboratorních analýz půdy, slepičích vajec a kachních tkáních z obce Libiš v sousedství chemičky Spolana Neratovice, které prokázaly vysoké koncentrace dioxinů a polychlorovaných bifenylů (PCB). Později Státní veterinární správa nálezy Greenpeace potvrdila a odebrané vzorky zvířat z okolí Spolany prohlásila za nepoživatelné.

#### Tresčí játra
V červenci 2010 nalezla Státní zemědělská a potravinářská inspekce při kontrole tresčích jater v konzervě hned pět vzorků (všechny původem z Polska), u kterých byl téměř dvojnásobně překročen limit na obsah dioxinů a polychlorovaných bifenylů s dioxinovým efektem. Nevyhovující výrobní série byly staženy z prodeje, dočasně (do prokázání bezpečnosti) byl zakázán i prodej ostatních sérií stejných výrobků.

#### Trnová
V únoru 2024 laboratorní testy vzorků půdy odebrané v obci Trnová, potvrdily kontaminaci polychlorovanými bifenyly ve vysoce nadlimitním množství. Vzorky půdy byly odebrány z navážkové zeminy pocházející z bývalého areálu firmy Tebas na výrobu barev a laků v Praze 9, který je zanesený ve státním Systému evidence kontaminovaných míst. Materiál na místo nechala navozit developerská firma Domy Trnová. Desítky nákladních aut denně navážely zeminu po dobu několika měsíců. Developer rozprodal více než stovku pozemků s kontaminovanou navážkou na stavební parcely pro rodinné domy. ČIŽP podala na policii trestním oznámení kvůli podezření ze spáchání trestného činu neoprávněného nakládání s odpady.

### Slovensko
V Československu se PCB vyráběly v Chemko Strážske (do roku 1984) a část východního Slovenska v okolí Strážského je dodnes zamořená PCB. Kontaminován je zejména odpadový kanál Chemka, z kterého se chemikálie uvolňují do řeky Laborec, následně do přehrady Zemplínská šírava.

### Faerské ostrovy

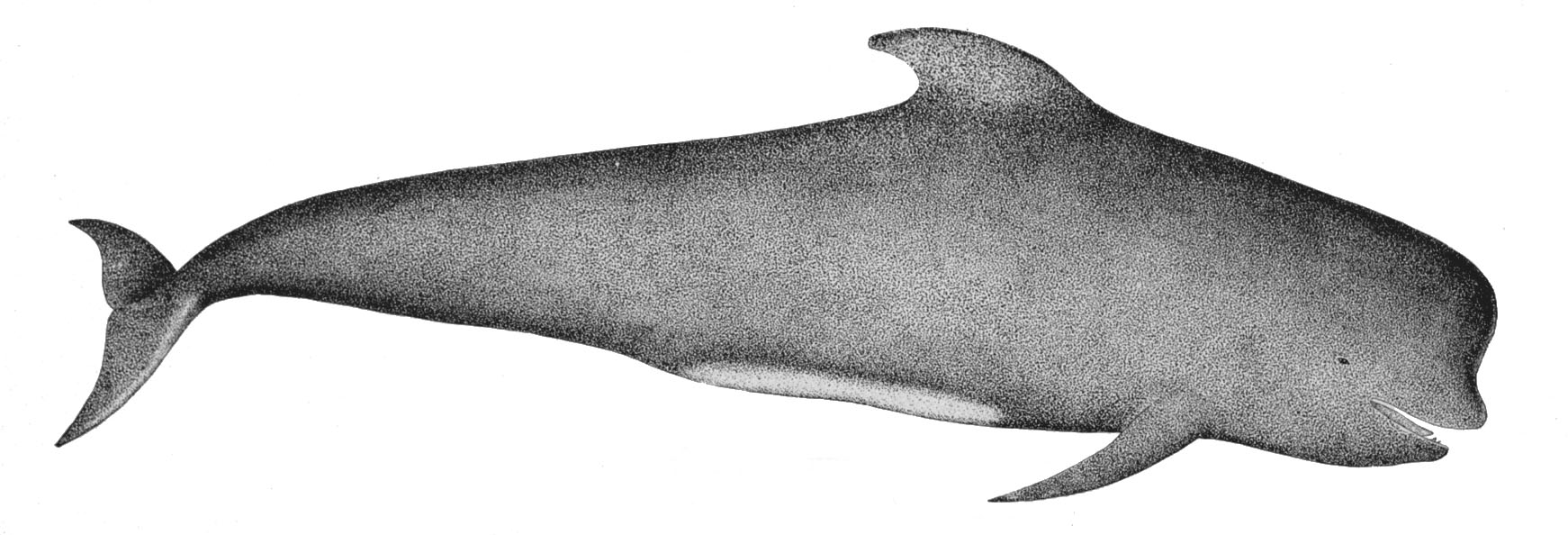
PCB se hromadí mimo jiné v tělech kulohlavců

V roce 2008 odborníci z univerzity v dánském z Odense varovali obyvatele Faerských ostrovů, že pojídání masa a tuku místních velryb (kulohlavců) může ohrožovat jejich zdraví, vzhledem k příliš vysoké koncentraci PCB, DDT a rtuti. Velryby jsou na Faerských ostrovech loveny při tradičním lovu graindadráp. Jde zejména o kulohlavce černé a Sieboldovy.

### Irsko
V prosinci 2008 bylo zveřejněna informace o extrémně vysokých koncentraci PCB ve vepřovém mase, které 80 až 200krát přesahovaly limity platné v Evropské unii.

### USA

#### Alabama
Chemická firma Monsanto v průběhu většiny 20. století vyráběla PCB ve městě Anniston ve státě Alabama, přičemž uniklými PCB zamořila Snow creek, Choccolocco Creek a jezero Logan Martin.

#### Řeka Hudson
Řeka Hudson byla v letech 1947–1977 podle americké vládní agentury pro životní prostředí zamořena firmou General Electric až 590 tunami PCB. Následná lékařská studie prokázala, že lidé žijící v okolí Hudsonu měli o 36% vyšší výskyt ischemické choroby srdce a téměř o 50% vyšší výskyt srdečního infarktu, ačkoli méně kouřili, lépe se stravovali a více sportovali.

#### Indiana
Od 50. let až do roku 1977 firma Westinghouse používala PCBs pro výrobu kondenzátorů v závodě v Bloomington v Indianě a odpady z výroby sypala na řadu skládek, včetně Bennett's Dump, Neal's Landfill and Lemon Lane Landfill. Byl také vyléván olej obsahující PCB, který kontaminoval městskou kanalizaci a čistírnu odpadních vod. Město Bloomington předávalo čistírenské kaly zemědělcům a tak bylo kontaminováno dalších 200 až 2000 míst. Odhaduje se, že v okresech Monroe a Owen bylo vyhozeno asi 2 miliony liber (milion kilogramů) PCB. 15. února 2008 okres Monroe schválil plán na vyčištění tří kontaminovaných lokalit ve městě Bloomington, které bude stát 9,6 milionu dolarů a má je zaplatit firma CBS, která je pokračovatelem společnosti Westinghouse.

### Oblast velkých jezer

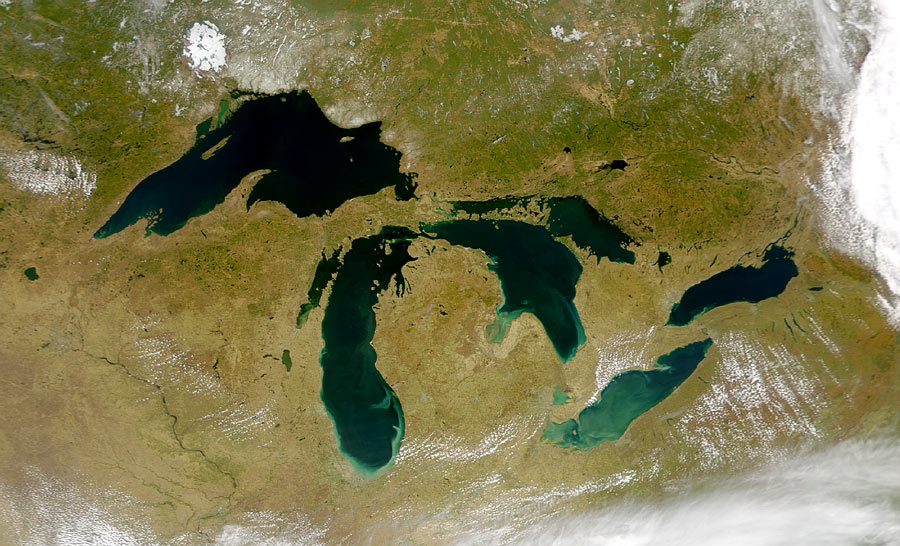
Satelitní snímek Velkých jezer

Oblast Velkých jezer je stále těžce kontaminována PCB. V některých oblastech je z tohoto důvodu omezen lov a konzumace ryb.
V okolí jezera Michigan bylo prokázáno, že PCB narušily vývoj mozku dětí, jejichž matky jedly ryby z jezera. Vyšetření dětí ve věku 4 let prokázalo horší krátkodobou verbální paměť a schopnost učit se. Testování v 11 letech ukázalo nižší IQ a horší schopnost porozumět čtenému textu.

## Metody destrukce PCB
Vzhledem k nebezpečným vlastnostem polychlorovaných bifenylů byla vyvinuta celá řada metod pro jejich destrukci. Jedná se o metody fyzikální, mikrobiální a chemické destrukce.

## Globální putování vzduchem
PCB byly nalezeny v ovzduší i velmi daleko od urbanizovaných oblastí, které jsou zdrojem znečištění, dokonce v takových oblastech jako je Antarktida nebo Arktida. Hovoří se o procesu „globální destilace“, kdy se PCB vypařené v tropickém, subtropickém nebo mírném podnebném pásu planetárním prouděním vzduchu přesunují směrem k pólům, kde kondenzují v důsledku ochlazení vzduchu. To představuje vážný problém pro původní obyvatele polárních oblastí, protože jejich potrava je tvořena převážně živočišnou potravou, v které se PCB kumulují.

## Regulace

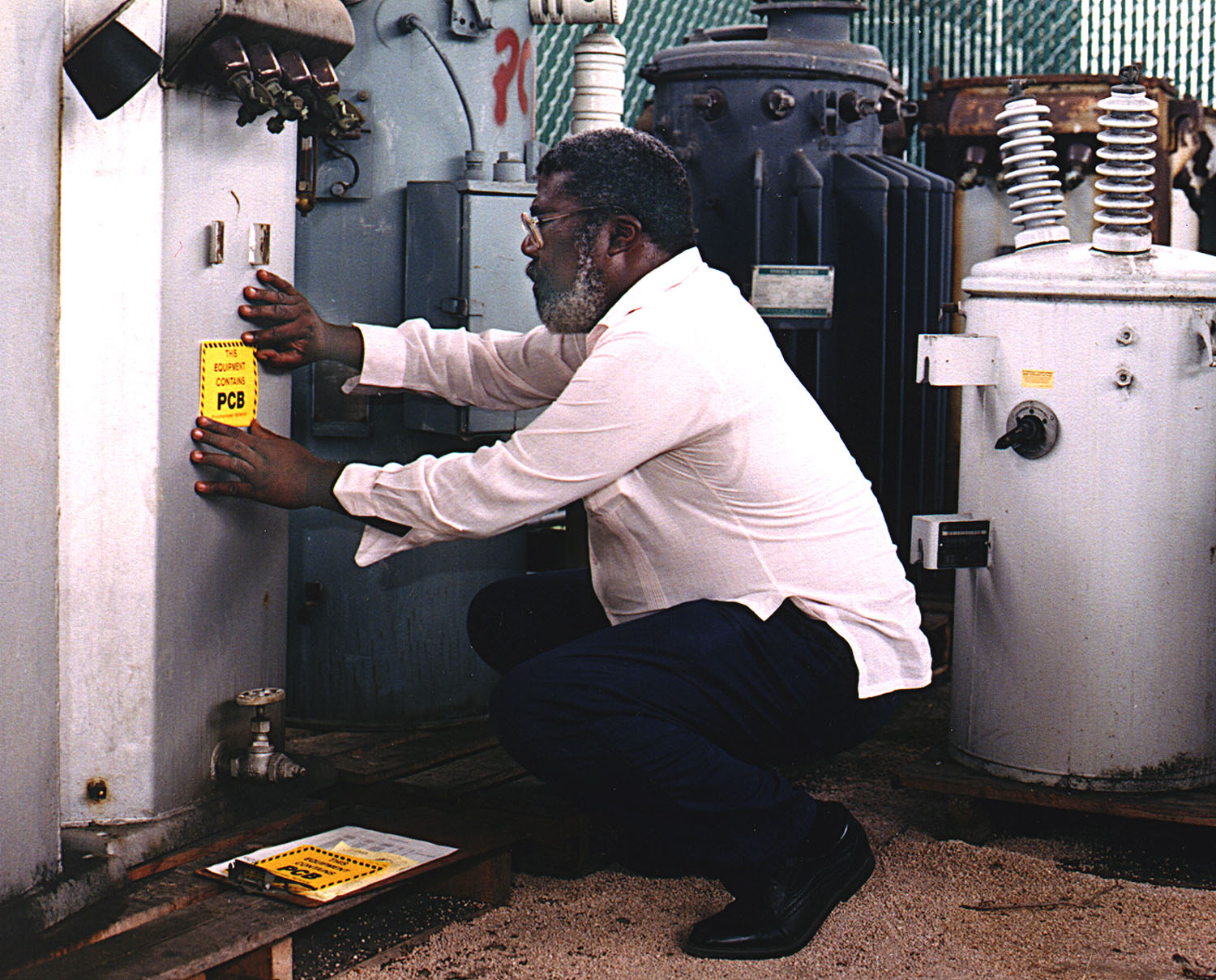
Varovné označování zařízení obsahujícího PCB

### V Československu
Polychlorované bifenyly začaly být po výše uvedených zjištěních stahovány z výroby a prodeje. V Československu byla jejich výroba zastavena v roce 1984, poslední legální použití výrobků obsahujících významné množství PCB bylo možné ještě v roce 1986.

### V USA
Výrobu PCB v USA zakázal kongres v roce 1979, přičemž byla zachována možnost nadále je používat v uzavřených zařízeních jako kondenzátory nebo transformátory. Produkce PCB tak neklesá, protože vznikají i jako vedlejší produkt, což není monitorováno.

### Celosvětově
Celosvětové nakládání s PCB reguluje od roku 2001 Stockholmská úmluva o persistentních organických polutantech. Jde o mezinárodní dohodu, jejímž cílem je eliminace vybraných nejnebezpečnějších chemických látek.